# Sint Christoffelberg
Sint Christoffelberg är ett berg i Curaçao. Det ligger i den nordvästra delen av landet, 30 km nordväst om huvudstaden Willemstad. Toppen på Sint Christoffelberg är 372 meter över havet och är den högsta punkten i Curaçao. Berget ligger i naturreservatet Christoffelpark. 